# Trichopterigia nigronotata
Trichopterigia nigronotata là một loài bướm đêm trong họ Geometridae.